# Тимино
Ти́мино (рос. Тимино, марій. Тиман почиҥга) — присілок у складі Сернурського району Марій Ел, Росія. Входить до складу Дубниківського сільського поселення.

## Населення
Населення — 131 особа (2010; 105 у 2002).
Національний склад (станом на 2002 рік):
- марі — 91 %